# Dianous schoenmanni
Dianous schoenmanni  (лат.) — вид жуков-стафилинид из подсемейства Steninae. Эндемик Китая. Вид назван в честь австрийского натуралиста и коллектора типовой серии Х. Шёнманна (Dr. H. Schoenmann, Вена).

## Распространение
Азия: Китай (провинция Сычуань, Guan Xian Co.), около ручья.

## Описание
Мелкие коротконадкрылые жуки. Длина тела взрослых насекомых 6,5 — 7,5 мм. Основная окраска металлически блестящая, с голубоватым отблеском. Усики, щупики и ноги с голубоватым отблеском. Тело мелко пунктированное. Длина висков примерно равна половине диаметра глаза, которые занимают только часть бока головы. Глаза крупные и выпуклые. Лапки пятичлениковые (формула лапок 5—5—5). Задние тазики конической формы. Вид был впервые описан в 2000 году немецким колеоптерологом Фолькером Путцом (Volker Puthz; Limnologische Fluss-Station des Max-Planck-Instituts fur Limnologie, Шлиц, Германия).